# 金正美
金 正美（キム チョンミ、朝: 김 정미、英: Kim Chongmi、1976年〈昭和51年〉1月1日 - ）は、在日韓国人3世のエッセイスト、字幕製作ディレクター。日本国内での通名は岩村 正美。千葉県出身、恵泉女学園大学人文学部日本文化学科卒業。
1997年（平成9年）4月から講談社『月刊現代』編集部での編集補助業務、翌1998年（平成10年）から劇団四季編集部にて会報誌『ラ・アルプ』および各作品プログラムを制作・編集を経て、2000年（平成12年）2月よりNHK総合テレビジョン・NHK教育テレビジョンなど放送字幕の制作に参加、聴覚障害者のための放送字幕制作などの仕事に携わっている。エッセイストとしては、1996年（平成8年）4月から1998年（平成10年）3月まで、在日韓国人の若者向け全国誌月刊『セセデ』に「金正美のキャンパスライフ」を連載したほか、新聞や雑誌の記事も多数執筆している。
一方で、大学在学中にハンセン病施設との交流に参加したことを機に、ハンセン病回復者と交流を続け、講演、著作、テレビ番組などを通じてこの病気への理解と偏見や差別の除去のための啓蒙活動と、ハンセン病回復者の社会復帰を支援している。
特に、恵泉女学園大学教授の森田進が恩師であった縁で、森田が指導を務めた国立療養所栗生楽泉園内の詩人団体・栗生詩話会のハンセン病回復者である桜井哲夫とは、祖父と孫の間柄も同然であった。桜井が60年ぶりに青森へ帰郷した際は同行し、視力を失っている桜井の案内を務めた。2002年（平成14年）には、桜井との交流を綴った著書『しがまっこ溶けた』を著した。
これらのハンセン病関連の功績の評価により、同2002年末に銀座ステファニー化粧品の感謝部門賞、2005年（平成17年）には社会貢献支援財団の「21世紀若者賞」を受賞した。桜井との交流を辿った青森放送のラジオ番組『おじぎ草の我が人生』『哲ちゃんとちょんみ』『金正美の青春 詩人桜井哲夫との17年』の3部作は、それぞれ2002年度の日本民間放送連盟賞優秀賞、2007年度の同賞最優秀賞、2012年度の文化庁芸術祭ラジオ部門優秀賞を受賞した